# Tasnádbalázsháza
Tasnádbalázsháza település Romániában, Szatmár megyében.